# Đức Giang, Đồng Nhân
Đức Giang (chữ Hán giản thể: 德江县, bính âm: Déjiāng Xiàn, âm Hán Việt: Đức Giang huyện) là một huyện thuộc địa cấp thị Đồng Nhân, tỉnh Quý Châu, Cộng hòa Nhân dân Trung Hoa. Huyện này có diện tích 2072 ki-lô-mét vuông, dân số năm 2002 là 420.000 người. Mã số bưu chính của huyện Đức Giang là 565200. Huyện lỵ Đức Giang đóng tại trấn Thanh Long. Mã số bưu chính của huyện Đức Giang là. Huyện lỵ Đức Giang đóng ở. Huyện Đức Giang được chia thành 5 trấn và 15 hương dân tộc.
- Trấn: Tiên Trà, Triều Chỉ, Ổn Bình và Phong Xuân Khê.
- Hương: hương dân tộc Thổ Gia Tuyền Khẩu, hương dân tộc Thổ Gia Nam Can, hương dân tộc Thổ Gia Phục Hưng, hương dân tộc Thổ Gia Hợp Hưng, hương dân tộc Thổ Gia Sa Khê, hương dân tộc Thổ Gia Dũng Tỉnh, hương dân tộc Thổ Gia Cộng Hòa, hương dân tộc Thổ Gia Kinh Giác, hương dân tộc Thổ Gia Yển Đường, hương dân tộc Thổ Gia Trường Phong, hương dân tộc Thổ Gia Bình Nguyên, hương dân tộc Thổ Gia Cao Sơn, hương dân tộc Thổ Gia Tiền Gia, hương dân tộc Thổ Gia Long Tuyền, hương dân tộc Thổ Gia Trường Bảo.